# 全州 (马楚)
全州，中国五代十国时设置的一个州，沿袭至民国初年，治所在今广西壮族自治区全州县。
五代马楚天福四年（939年）分永州置，治所在清湘县（今广西全州县西，后周移治今全州县）。属荆湖南路。宋朝辖境相当今广西壮族自治区全州县、灌阳县、资源县等地。为广西、湖南间交通孔道，当越城岭路冲要，为军事要地。元朝改为全州路，明朝改为全州府，不久降为全州。下领灌阳县。
清朝顺治四年（1647年）郝摇旗等农民军曾在此大败清军。顺治初，辖县灌阳县改属桂林府，全州成为不辖县的散州。康熙二十五年（1686年），改山角、山枣二巡司为全州营。咸丰二年（1852年）太平军由此进军湖南。终清一朝，考评：冲，繁，难。
民国初年，全国废府州厅，于1912年改为全县。1959年，改为全州县。